# Ma non era vero
Ma non era vero è un singolo del cantautore e rapper italiano Dargen D'Amico, pubblicato il 12 giugno 2020 come terzo estratto dal nono album in studio Bir Tawil distribuito dall'etichetta discografica Universal Music Italia.

## Tracce
Testi di Jacopo Matteo Luca D'Amico, musiche di Jacopo Matteo Luca D'Amico.
1. Ma non era vero – 3:48